# 大西武士
大西 武士（おおにし たけし、1928年7月11日 - ）は、日本の銀行員、法学者。

## 略歴
香川県仲多度郡琴平町出身。1953年東京大学法学部政治学科を卒業し、東京都民銀行に入る。審査部長、取締役営業部長、取締役業務推進部長をへて、とみんリース専務取締役。
富山大学教授に転じ、東海大学教授。1998年定年退職し、東亜大学教授を務めた。銀行の実務・法務に関する著書がある。

## 著書
- 『例解手形小切手 銀行員,経理マンのための実践法務』東栄堂 法経ライブラリー 1972
- 『判例金融取引法』ビジネス教育出版社 1990
- 『金融法務ノート』経済法令研究会 1991
- 『銀行取引と手形・小切手』金融財政事情研究会 1991
- 『銀行取引法ノート 金融マン・経理マンのための理論と実務』ぎょうせい 1991
- 『現代金融取引法』ビジネス教育出版社 1993
- 『ケーススタディ手形・小切手法』金融財政事情研究会 1994
- 『金融法研究』ビジネス教育出版社 1999

### 共編著
- 『銀行窓口の法律相談 渉外活動推進のための一問一答』編著 近代セールス社 バンカーズ・ライブラリー　1971
- 『銀行窓口の事故 その予防と事後処理』堀内仁共編 金融財政事情研究会 銀行実務手続双書　1972
- 『新銀行実務法律講座 第3巻 貸付』遠藤浩共責任編集　銀行研修社 1972
- 『貸付窓口の事故』堀内仁共編 金融財政事情研究会 銀行実務手続双書　1973
- 『貸出トラブル防止策 貸出業務の基本知識』鈴木正和共編 金融財政事情研究会 ケース・スタディブックス　1976
- 『新銀行実務総合講座 4 貸出管理・回収』共著　金融財政事情研究会 1987
- 『金融取引と預金取引』石井真司共編 ぎょうせい 1993
- 『担保法の判例 2』椿寿夫編集代表 伊藤進,秦光昭,堀龍兒共編 有斐閣 ジュリスト増刊　1994
- 『金融取引小六法』黒田直行編集代表 斎藤睦馬,吉原省三共編 経済法令研究会 2005

## 論文
- <大西武士